# Szokan Szynggysow
Szokan Szynggysow (kaz. Шоқан Шыңғысов; ur. 13 grudnia 1990) – kazachski zapaśnik walczący w stylu wolnym. Zajął piętnaste miejsce na mistrzostwach świata w 2014. Dziewiąty w Pucharze Świata w 2013 roku.